# Hemismittoidea osburni
Hemismittoidea osburni är en mossdjursart som beskrevs av Jacqueline A. Soule 1973. Hemismittoidea osburni ingår i släktet Hemismittoidea och familjen Smittinidae. Inga underarter finns listade i Catalogue of Life.